# Башмаков, Александр Александрович
Алекса́ндр Алекса́ндрович Башмако́в (25 декабря 1858, Одесса — 1 (14) августа 1943, Париж) — русский публицист, правовед, этнограф; действительный статский советник (1906). Панславист, видный деятель Славянского движения.

## Биография

### Детские и юношеские годы
Сын Александра Дмитриевича Башмакова (1825—1888), который являлся правнуком А. В. Суворова по женской линии, губернатора Херсонской губернии, и его жены Варвары Ивановны Сушковой (в первом браке — Щербинина). У Александра была сестра Надежда и брат Святослав. Дети были рождены вне брака, так как В.И.Щербинина разошлась со своим первым мужем,  из-за его измены, и сошлась в гражданское сожительство с А. Д. Башмаковым. Исходя из сложности ситуации их общие дети были записаны на швейцарского подданого Александра Севера и на Стефаниду Александровну (у Святослава она по метрической записи Ивановна), возможно крепостную, молочную мать. Считались воспитанниками Башмакова. 
Только спустя 17 лет, в 1875 году, после неоднократных попыток,  Щербинина развелась с первым мужем. Он уже имел другую семью и  признал своё прелюбодеяние.  Выйдя замуж за А.Д. Башмакова, дети конечно же получили российское гражданство и были усыновлены по указу императора Александра 2 с получением фамилии и всех дворянских прав в 1877.
1877 март 19 дня. Я, нижеподписавшаяся удостоверяю,что не имея детей, сердечно желаю усыновления моим мужем принятых им на воспитание сирот Александра, Надежды и Святослава и считала бы себя счастливой, если бы исполнилось это наше общее желание.
Жена гофмейстера двора Его Императорского Величества Варвара Николаевна Башмакова, урожденная Сушкова.
Юридически всё верно. Не имела официальных детей в этом браке, но имела сына от первого брака и незаконнорождееных детей с Башмаковым.
На момент усыновления Александру Александровичу было уже 18 лет.
С 1872 по 1878 год Александр, Надежда и Святослав Башмаковы учились в Женеве, по видимому, в гимназии, под руководством лингвиста и литературоведа Александра Маурера. Одновременно Александр посещал лекции в Женевском университете вольнослушателем. А. Башмаков также уделял внимание и физическому развитию: в кружке «La Varappe» он считался лучшим альпинистом.
Печататься начал во врем АяД.. учёбы в Новороссийском университете. В 1881 году Башмаков окончил юридический факультет университета со степенью кандидата прав, защитив диссертацию на тему: «Ограничения завещания в Древней России». Как правовед, знающий болгарский язык, после окончания университета был командирован в Восточную Румелию, где проработал с 1881 до конца 1882 года. Около года служил секретарём подготовительной законодательной комиссии в Филиппополе, состоявшей под руководством русского юриста П. А. Матвеева, а с 1 мая по 20 декабря  — первым управляющим Областной публичной библиотеки  и первым штатным хранителем первого краеведческого музея в Восточной Румелии. В период службы в Восточной Румелии изучал историю и культуру болгарского народа, посетил Родопы и другие районы страны. По словам Бобчева, болгарского посланника в России, во всех своих статьях Башмаков защищал болгарское правовое дело. О его симпатиях довольно резко летом 1911 года после X съезда славянских журналистов в Белграде высказалась оппозиционная сербская газета «Правда». По её словам, этот журналист был «более болгарин, чем настоящие болгары».
В 1882—1885 годах занимался адвокатской деятельностью в Одессе. В конце 1885 года избран мировым судьёй 1-го участка города Одессы и до июня 1888 года исполнял эту должность. Принимал участие в подготовке открытия первой в Европе Пастеровской бактериологической станции в Одессе, сотрудничая с И. И. Мечниковым и Н. Ф. Гамалеей. Переписывался с Пастером и передал первую тысячу рублей (общественную складчину) на создание пастеровской станции. 24 января 1886 года в Одесской управе поднял вопрос об отправке к Пастеру укушенных бешеной собакой в одесском уезде колонистов, а затем — одного из земских врачей для ознакомления со способами прививки и вызвался оплатить эту поездку.
Назначен председателем Съезда мировых судей в городе Дубно Волынской губернии 30 апреля 1888 года. Приступив к исполнению своих обязанностей в июне 1888 года, проработал в Дубно чуть более года, а затем пять лет — в Либаве (Курляндская губерния). В Курляндии также занимался организацией ипотечного дела и реформированием крестьянских судов. Зимой 1890—1891 года в должности начальника крепостного отделения читал лекции об ипотечном праве для чинов судебного ведомства.
В 1894 году был переведён в комиссию Н. И. Стояновского по составлению проекта Гражданского уложения.
Участвовал в судебной реформе, проводимой в Прибалтике. Башмаков стал мировым судьей в Прибалтийском крае, и разрабатывал законодательство в редакционной комиссии, подготавливающей новое общеимперское гражданское уложение. Идеологией Башмакова стал некий «монархический национализм», понятия которого неоднократно декларировались им в речах и статьях: 

Рост России был и есть рост внутренний, а не рост колониальный. Рост внутренний есть своеобразный процесс, духовная сторона коего совершенно иная, ибо он сопровождается ростом национального самосознания и единства… Поэтому не может быть у русских государственных людей более возвышенной цели, как содействие такому окончательному порядку вещей, когда житель Закавказья, Самарканда или берегов Амура будет считать себя таким же русским, как житель Костромы, и его русский коренной житель никогда не упрекнет тем, что в его жилах будет течь кровь нынешних армян, сартов или гиляков.— Башмаков А. А. За смутные годы. Публицистические статьи и речи. — СПб., 1906. — С. 78.
В 1898—1904 годах — юрисконсульт II департамента Министерства иностранных дел. Башмаков стал изучать ситуацию на Балканах, в следующем году отправился в путешествие через Болгарию в Македонию, обстановка в которой была крайне напряжённой. Путешествие послужило материалом для статей, в которых он доносил бедственное положение славян на Балканах до российских обывателей. По определению Башмакова, славянская идея — это «такая линия, по которой средства русского государства, отстаивая русские интересы в европейской политике, были бы направлены к тому, чтобы всячески содействовать, вне России, росту славянских племён, в которых инстинктивно живет чувство солидарности с русским племенем». В 1899 году под псевдонимом «Вещий Олег» опубликовал свой труд «Болгария и Македония».
В 1902 году, оставаясь на службе в МИД, по предложению В. К. Плеве, был привлечён работе в Редакционной комиссии по крестьянскому делу при МВД. В этой комиссии Башмакову было поручено составить кодификационную сводку русских народных юридических обычаев.
В 1905—1906 годах редактировал газету на французском языке «Journal de St.-Pétersbourg».. Купив 1 октября 1905 года газету «Военное время» и  переименовав её в «Народный голос», издавал эту общественно-политическую газету до мая 1906 года. В ходе революционных событий 1905—1907 годов Башмаков неоднократно высказывался о необходимости жёсткого противодействия революционным силам, а в начале 1906 года создал «Русскую Партию Народного Центра». Новая партия была политически левее «Союза русского народа» и «Русского собрания», но правее «Союза 17 октября». Башмаков со своей партией активно участвовал в I Всероссийском съезде Русского собрания 8—12 февраля 1906 года, проходившего в Петербурге, и во II Всероссийском съезде Русских Людей 6—12 апреля 1906 года в Москве в государственном отделе Съезда прочитал доклад «Об изъянах русской государственной мысли». В новую партию вступили такие интеллектуалы как Платон Кулаковский, Николай Шипов, Николай Кузнецов, Павел Мансуров и другие. Примерно в это время стал членом Русского собрания, а в 1908 году был одним из инициаторов создания Русского окраинного общества. В 1912 году был кандидатом в выборщики IV  Государственной думы по первой курии города Луги, но потерпел поражение, набрав наименьшее количество голосов.
По инициативе П. А. Столыпина назначен на должность главного редактора «Правительственного вестника» и занимал её, с перерывом, до начала 1913 года: 7 февраля 1913 года освобождён от исполнения обязанностей главного редактора газеты, с назначением пенсии в размере 4000 руб в год. Также, при содействии Столыпина был включён в состав Совета министра внутренних дел.
В 1916 году входил в состав делегации русских журналистов, по приглашению британского правительства посетивших Англию и Западный фронт.
После начала Февральской революции уехал на фронт, где был заведующим Канцелярией управления складов Юго-Западного фронта Российского общества Красного Креста (Киев).
Научными увлечениями Башмакова была этнография: исследовал Алтай, Балканы, Судан и многие европейские страны.
После революции 1917 года некоторое время был помощником главноуполномоченного Красного Креста при генерале А. И. Деникине, а в 1919 году эмигрировал сначала в Турцию, Сербию, а в 1924 году — во Францию. Принимал участие в двух крупнейших съездах эмиграции: Рейнхенгалльском (1921) и Зарубежном  антисоветском съезде в Париже (1926). В эмиграции продолжил отстаивать монархические и панславистские идеалы. Был представителем великого князя Кирилла в Париже. В 1924 году примкнул к легимистскому движению, признавшему великого князя Кирилла Владимировича «императором Кириллом I»; с 1925 года — член «государева совещания» Кирилла.
Активно занимался наукой, специализировался в вопросах доисторической миграции европейских народов; был сотрудником французской Академия надписей и изящной словесности, Библиотеки Института палеонтологии. Преподавал во французской Высшей школе антропологии на кафедре палеонтологии черноморских стран и во французском Институте палеонтологии человека. В Клубе по изучению Кавказа (кружке друзей Кавказа) представил свои доклады на темы: «Этнологические элементы сказания об аргонавтах и о золотом руне», «Расцвет и развал древней Колхиды» (1934), а в Высшей школе антропологии — «Черкесские могильники и загадка их поразительной неизменности» (1934) и «Встреча в Закавказье двух человеческих пород: нордических черкесов с анатолийцами» (1935).
Скончался в 1943 году, похоронен на кладбище Сент-Женевьев-де-Буа.

## Семья
В Женеве 23 июля 1882 года обвенчался в русской церкви с Каролиной Ивановной Вистас д’Ивернуа. Получив достойное литературное и философское образование, Каролина Ивановна активно сотрудничала в журнале А. А. Башмакова «Revue Contemporaine», где публиковала свои произведения и очерки. Кроме того, из-под её пера вышли переводы произведений русской литературы на французский язык: «Князь Серебряный» А. К. Толстого, «Русское посольство в XVII в.», «Сергей Горбатов» и «Вольтерьянец» Всеволода Соловьёва, «Вавилон» князя Д. П. Голицына-Муравлина, новеллы В. Г. Короленко.
У четы родились два сына и дочь:
- Георгий Александрович Башмаков (03.05.1883, Одесса — 23.02.1934, Москва). Морской офицер. Принял монашеский постриг. В июне 1933 года арестован во Владимирской области как руководитель церковно-монархической организации (Истинно-православной церкви), заключён в Бутырскую тюрьму. Обвинён как участник антисоветской организации и 25 сентября 1933 года приговорён Тройкой при ПП ОГПУ Московской области по статье 58 УК РСФСР к высшей мере наказания. Расстрелян 23 февраля 1934 года. Реабилитирован в 1989 году Рязанской областной прокуратурой.
- Владимир Александрович Башмаков (20.10.1884, Одесса — 23.02.1936, Асунсьон, Парагвай). Окончил Инженерный институт в Лозанне и до Первой мировой войны служил инженером по урегулированию русла реки Оки. В годы Первой мировой воины участвовал в 64-х боях. В 1920 году эвакуирован из Крыма. До 1937 года жил в Сербии. В 1927 году был приглашён на службу парагвайским правительством. Участвовал в войне с Боливией, во время которой проектировал и строил дороги. Был смертельно ранен 17 февраля 1936 года во время мятежа против президента Парагвая Эйсебио Айалы и скончался 23 февраля.
- Надежда Александровна Башмакова (10.11.1885, Одесса — 17.01.1938, Сталинград)[31]. В 1905 году, окончив петербургскую гимназию, стала преподавать. В 1906 году вышла замуж за А. Д. Воейкова (1879—1944, Харбин). В декабре 1934 года выслана из Ленинграда в Астрахань в ходе массовой высылки после убийства С. М. Кирова. Особым совещанием при НКВД СССР 16 марта 1935 года осуждена как социально опасный элемент на пять лет ссылки. 17 января 1938 года выездной сессией Военной коллегии Верховного суда СССР в г. Сталинграде приговорена за контрреволюционную деятельность к высшей мере наказания и была расстреляна в тот же день. В 1992 году реабилитирована.

## Труды
- Критика трёхчленного деления: преступления, проступки и нарушения: (Сообщ. А. А. Башмакова). — Одесса: тип. П. А. Зеленого, [1884]. — 23 с.
- Основные начала ипотечного права: Лекции, чит. в г. Либаве в 1891 г. А. А. Башмаковым. — Либава: Литотип. М. Петерсона, 1891. — XVIII, [2], 248 с.
- Учреждение о курляндских крестьянах 25 августа 1817 года, со включением изменений и дополнений по 1892 г. / Сост. и изд. пред. Газенпот-Гробинск. съезда мировых судей А. А. Башмаков. — Неофиц. изд. — Либава: изд. лито-тип. М. Петерсона, 1892. — XXIV, 629 с.
- Балтийский вопрос с точки зрения практической внутренней политики. Ревель, 1893—94.
- Практическое руководство для крепостных отделений Прибалтийского края / Сост. и изд. А. А. Башмаков, чиновник особых поручений при М-ве юст., сост. в Ред. комис. по сост. проекта Гражд. уложения. — Либава, 1894. — VI, 283 с.: табл.
- Очерки поземельного устройства прибалтийских крестьян // Журнал гражданского и уголовного права. — 1893. — Кн. 9. — С. 68—95.
- Алтайские очерки // Русский вестник. — 1899. — Т. 263 (Сентябрь). — С. 133—160.
- Институт родовых имуществ перед судом русской юриспруденции. — Санкт-Петербург: тип. Правительствующего сената, 1897. — 98 с.
- Между Алтаем и Саяном // Приднепровский край. — 1899. — № 395.
- Русские пути в Монголию. — 1899.
- Нотариальные функции российских консулов в связи с историей нотариата в России.  — СПб.: Сенатская типография, 1902. — 29 с.
- Болгария и Македония: С ил., по фот., снятым на месте и с карт. Зап. Македонии / Вещий Олег. — Санкт-Петербург: тип. Спб. печ. и писчеб. дела «Слово», 1903. — VIII, 386 с., 1 л. карт.
- Законодательная техника и народное право // Журнал Министерства юстиции. — 1904. — № 1.
- За смутные годы. Публицистические статьи и речи. — СПб.: Русско-франц. тип., 1906. — 356, III с.
- Справочная книга избирателя в Государственную думу, содержащая: 1) Все узаконения, относящиеся к преобразованию нашего государственного строя, с декабря 1904 года по 1 марта 1906 г.; 2) Политические программы и платформы русских партий / сост. А. А. Башмаков. — Санкт-Петербург: Слово, 1906. — XII, 507 с.
- Органические недостатки нашей выборной системы. — Санкт-Петербург: Тип. Спб. градонач., 1907. — 42 с.
- Великое рушение / Вещий Олег. — Санкт-Петербург: Тип. «Россия», 1907. — 32 с.
- Избирательная реформа в Австрии и выборы в рейхсрат по новому закону о всенародном голосовании. — Санкт-Петербург: тип. М-ва вн. дел, 1907. — 48 с.
- Народовластие и государева воля: (Опыт догмат. построения). — Санкт-Петербург: тип. газ. «Россия», 1908. — 50 с.
- Через Черногорию в страну диких гегов. — Санкт-Петербург: «Рус.-фр.» тип., 1913. — [4], II, 132 с., 40 л. ил.
- Балканские речи А. А. Башмакова. — Санкт-Петербург: тип. М-ва вн. дел, 1909. — 39 с.
- Очерки права родового, наследственного и обычного: Юрид. исслед. А. А. Башмакова. — Санкт-Петербург: «Рус.-фр.» тип., 1911. — [8], 446, 20 с.
- Триполитания и Киренайка в отношении их истории и этнографии: Исслед. А. А. Башмакова. — Санкт-Петербург: тип. М-ва вн. дел, 1912. — 53 с.: ил., карт.
- Сербская история до турецкого владычества: Крат. излож. событий по новому соч. проф. К. Иречка / Сост. А. А. Башмаков. — Санкт-Петербург: тип. М-ва вн. дел., 1913. — [4], 25 с.
- Борьба с немецким засилием в акционерном деле. — Петроград: Рус.-фр. тип., 1915.— 37 с.
- Русско-сербский словарь / Сост. А. А. Башмаков. — Белград; Новый Сад: Братья Грузинцевы, [1921]. — [4], 487 с.

### на французском языке[32]
- Quel a été le peuple constructeur des Mégalithes? (Morbihan, Anatolie, Caucase) / Aleksandr Aleksandrovič Bašmakov / Nancy: C. André, 1931.
- Étude paléo-ethnologique sur le peuple iranien des «Scythes d'Hérodote», dits «Scolotes». In: Bulletin de l'Association Guillaume Budé, n°51, avril 1936. — pp. 3–23.
- Sur le royaume de Saba. In: Bulletin de l'Association Guillaume Budé, n°53, octobre 1936. — pp. 22–26.
- Cinquante siècles d'évolution ethnique autor de la Mer Noire / Alexandre Baschmakoff. — Paris: Geuthner, 1937. — X, 177 p., 4 f. il., cart.: cart., il. — (Études d'ethnographie, de sociologie et d'éthnologie; T. 1).
- Les noms ethniques des sources hittites et leur correspondance avec l'ethnonymie de l'époque gréco-romaine. In: Bulletin de l'Association Guillaume Budé, n°55, avril 1937. — pp. 15–25.
- L' état médiéval des Gothes de Crimée et ses relations avec la population préhistorique de la Tauride / Alexandre Baschmakoff / Paris: G. Budé, 1937.
- L'État médiéval des Goths de Crimée et ses relations avec la population préhistorique de la Tauride. In: Bulletin de l'Association Guillaume Budé, n°57, octobre 1937. — pp. 13–29.
- Origine tauridienne du mythe d'Iphigénie. In: Bulletin de l'Association Guillaume Budé, n°64, juillet 1939. — pp. 3–21.
- Les Ossètes / par Alexandre Baschmakoff / Paris: Société d'ethnographie , 1945.

### Стихотворения
- Славянские струны: [Стихи] / Вещий Олег. — Санкт-Петербург: «Рус.-фр.» тип., 1912. — 33 с.